# Tự Lập
Tự Lập là một xã phía tây bắc của huyện Mê Linh, thành phố Hà Nội, Việt Nam.
Xã Tự Lập nằm các trung tâm huyện Mê Linh 8 km, cách trung tâm Thành phố Hà Nội 35 km, cách thị xã Phúc Yên (tỉnh Vĩnh Phúc) khoảng 5 km.
Xã Tự Lập là xã loại 2 nằm ở phía Tây Bắc của huyện Mê Linh giáp ranh với xã Phú Xuân huyện Bình Xuyên và xã Văn Tiến huyện Yên Lạc tỉnh Vĩnh Phúc, xã Tam Đồng, xã Liên Mạc, xã Tiến Thắng huyện Mê Linh, thành phố Hà Nội. Xã Tự Lập có diện tích tự nhiên là 671,7 ha gồm 02 thôn là Yên Bài và Phú Mỹ được chia làm 11 xóm hành chính với tổng số hộ là 2928 hộ, tổng số nhân khẩu là 13.605 nhân khẩu. Xã Tự Lập có đình Phú Mỹ được xếp hạng di tích Lịch sử Quốc gia. Hội làng được tổ chức từ ngày 8 đến ngày 10 tháng Giêng hàng năm. Các hạng mục văn hoá tâm linh gồm Đình thờ Thành Hoàng làng,đền thờ thánh bà, và chùa Đâu Suất Tự.Yên Bài cũng có Chùa và Đình mới được xây dựng măn 2016. Nhân dân trong xã chủ yếu làm nghề nông nghiệp, có một số ít Nhân dân trong xã làm xây dựng và một số nghề khác. Nhân dân xã Tự Lập luôn chấp hành tốt các chủ trương của Đảng, chính sách pháp luật của Nhà nước và các quy định của địa phương
Đây từng là nơi tập trận của nghĩa quân Hai Bà Trưng, hiện giờ là khu di tích thành Dền, tại cánh đồng Đồng Mã giáp với cánh đồng xã Tam Đồng. Xã Tự Lập là xã có số lượng sinh viên Đại học/Cao đẳng khá cao trong huyện Mê Linh.
Nghề chính của người dân nơi đây là nông nghiệp (cây trồng chủ yếu là lúa và ngô bầu Phú Mỹ, ngô đồng Yên Bài), ngoài ra ở còn có nghề phụ là sơn bả (thôn Phú Mỹ), bện Chổi Rơm, nghề phụ nấu rượu chăn nuôi là làng Yên Bài... Hiện này, lao động đang chuyển mạnh từ lao động nông nghiệp sang lao động tại các công ty, nhà máy, các khu Công nghiệp HONDA, TOYOTA, KCN Quang Minh, KCN Thăng Long... 
Đất nông nghiệp đang dần bị bỏ hoang vì nguồn lao động chính là các thanh niên đã đi lao động ở các khu Công nghiệp như trên.